# Età gestazionale
L'età o epoca gestazionale è il numero di settimane di una donna in gravidanza, calcolate dal giorno dell'ultima mestruazione.
Si distingue dall'età o epoca concezionale, che si calcola dal primo giorno successivo alla presunta data di concepimento, quindi posticipata di 14 giorni.
L'età gestazionale è il parametro maggiormente utilizzato in ambito ginecologico e ostetrico per determinare la datazione della gravidanza stessa e la data presunta del parto. In base a tale metodo la gravidanza ha una durata media di 40 settimane (normalmente da 37 a 41 settimane).